# Mistrzostwa Świata w Lekkoatletyce 2011 – bieg na 1500 m mężczyzn
Bieg na 1500 metrów mężczyzn – jedna z konkurencji rozegranych podczas lekkoatletycznych mistrzostw świata na Daegu Stadium w Daegu. 
Obrońcą tytułu mistrzowskiego z 2009 roku był reprezentant Bahrajnu Youssef Saad Kamel. 

## Terminarz
| Data        | Godzina |            |
| ----------- | ------- | ---------- |
| 30 sierpnia | 11:20   | Eliminacje |
| 1 września  | 19:55   | Półfinał   |
| 3 września  | 20:15   | Finał      |

## Rekordy
Tabela prezentuje rekord świata, rekordy poszczególnych kontynentów, mistrzostw świata, a także najlepszy rezultat na świecie w sezonie 2011 przed rozpoczęciem mistrzostw.
|                                                | Zawodnik           | Wynik   | Miejsce | Data                  |
| ---------------------------------------------- | ------------------ | ------- | ------- | --------------------- |
| Rekord świata                                  | Hicham El Guerrouj | 3:26,00 | Rzym    | 14 lipca 1998(dts)    |
| Listy światowe                                 | Silas Kiplagat     | 3:30,47 | Monako  | 22 lipca 2011(dts)    |
| Rekord mistrzostw świata                       | Hicham El Guerrouj | 3:27,65 | Sewilla | 24 sierpnia 1999(dts) |
| Rekord Afryki                                  | Hicham El Guerrouj | 3:26,00 | Rzym    | 14 lipca 1998(dts)    |
| Rekord Azji                                    | Rashid Ramzi       | 3:29,14 | Rzym    | 14 lipca 2006(dts)    |
| Rekord Ameryki Północnej, Środkowej i Karaibów | Bernard Lagat      | 3:29,30 | Rieti   | 28 sierpnia 2005(dts) |
| Rekord Ameryki Południowej                     | Hudson de Souza    | 3:33,25 | Rieti   | 28 sierpnia 2005(dts) |
| Rekord Europy                                  | Fermín Cacho       | 3:28,95 | Zurych  | 13 sierpnia 1997(dts) |
| Rekord Australii i Oceanii                     | Ryan Gregson       | 3:31,06 | Monako  | 22 lipca 2010(dts)    |

## Rezultaty

### Eliminacje
Biegi eliminacyjne odbyły się 30 sierpnia. Wystartowało w nich 38 zawodników. Bezpośrednio do półfinałów awansowało sześciu najlepszych zawodników każdego z trzech biegów (Q) oraz sześciu zawodników z najlepszymi czasami (q).

#### Bieg 1
| Poz. | Zawodnik                 | Narodowość        | Rezultat | Uwagi |
| ---- | ------------------------ | ----------------- | -------- | ----- |
| 1    | Daniel Kipchirchir Komen | Kenia             | 3:38,54  | Q     |
| 2    | Nicholas Willis          | Nowa Zelandia     | 3:39,24  | Q     |
| 3    | Yoann Kowal              | Francja           | 3:39,33  | Q     |
| 4    | Diego Ruiz               | Hiszpania         | 3:39,33  | Q     |
| 5    | Mohamed Moustaoui        | Maroko            | 3:39,35  | Q     |
| 6    | Matthew Centrowitz       | Stany Zjednoczone | 3:39,46  | Q     |
| 7    | Chaminda Indika Wijekoon | Sri Lanka         | 3:39,61  | q, NR |
| 8    | Ryan Gregson             | Australia         | 3:40,01  | q     |
| 9    | Zebene Almayehu          | Etiopia           | 3:41,08  | q     |
| 10   | James Shane              | Wielka Brytania   | 3:41,17  |       |
| 11   | Sang-Min Sin             | Korea Południowa  | 3:55.02  |       |
|      | Mohammed Shaween         | Arabia Saudyjska  | DNF      |       |

#### Bieg 2
| Poz. | Zawodnik                  | Narodowość          | Rezultat | Uwagi |
| ---- | ------------------------- | ------------------- | -------- | ----- |
| 1    | Asbel Kiprop              | Kenia               | 3:41,22  | Q     |
| 2    | Mekonnen Gebremedhin      | Etiopia             | 3:41,28  | Q     |
| 3    | Abdalaati Iguider         | Maroko              | 3:41,41  | Q     |
| 4    | Manuel Olmedo             | Hiszpania           | 3:41,78  | Q     |
| 5    | Tarek Boukensa            | Algieria            | 3:41,87  | Q     |
| 6    | Eduar Villanueva          | Wenezuela           | 3:39,46  | Q     |
| 7    | Jeffrey Riseley           | Australia           | 3:42,22  |       |
| 8    | Andrew Wheating           | Stany Zjednoczone   | 3:42,68  |       |
| 9    | Dmitijs Jurkevics         | Łotwa               | 3:42,69  |       |
| 10   | Jeroen D'Hoedt            | Belgia              | 3:45,54  |       |
| 11   | Charles Delys             | Polinezja Francuska | 3:51.36  | SB    |
| 12   | Mehdi Baala               | Francja             | 4:13,10  |       |
| 13   | Ribeiro Pinto de Carvalho | Timor Wschodni      | 4:30,56  | PB    |

#### Bieg 3
| Poz. | Zawodnik                | Narodowość        | Rezultat | Uwagi |
| ---- | ----------------------- | ----------------- | -------- | ----- |
| 1    | Amine Laalou            | Maroko            | 3:39,86  | Q     |
| 2    | Deresse Mekonnen        | Etiopia           | 3:40,08  | Q     |
| 3    | Silas Kiplagat          | Kenia             | 3:40,13  | Q     |
| 4    | Taoufik Makhloufi       | Algieria          | 3:40,15  | Q     |
| 5    | Yusuf Saad Kamel        | Bahrajn           | 3:40,27  | Q, SB |
| 6    | Ciaran O'Lionaird       | Irlandia          | 3:40,41  | Q     |
| 7    | Juan Carlos Higuero     | Hiszpania         | 3:40,71  | q     |
| 8    | Leonel Mazano           | Stany Zjednoczone | 3:40,77  | q     |
| 9    | Geoffrey Martinson      | Kanada            | 3:40,98  | q     |
| 10   | Andreas Vojta           | Austria           | 3:41,34  |       |
| 11   | Hamza Driouch           | Katar             | 3:42,09  |       |
| 12   | Nabil Mohammed Al-Garbi | Jemen             | 3:50,17  | PB    |
| 13   | Florian Carvalho        | Francja           | 3:58,88  |       |

### Półfinał
Biegi półfinałowe odbyły się 1 września. Wystartowało w nich 25 zawodników. Bezpośrednio do finału awansowało pięciu najlepszych zawodników każdego z 2 biegów (Q) oraz dwóch zawodników z najlepszymi czasami(q).

#### Bieg 1
| Poz. | Zawodnik             | Narodowość        | Rezultat | Uwagi |
| ---- | -------------------- | ----------------- | -------- | ----- |
| 1    | Matthew Centrowitz   | Stany Zjednoczone | 3:46,66  | Q     |
| 2    | Mekonnen Gebremedhin | Etiopia           | 3:46,71  | Q     |
| 3    | Silas Kiplagat       | Kenia             | 3:47,75  | Q     |
| 4    | Mehdi Baala          | Francja           | 3:46,87  | Q     |
| 5    | Abdalaati Iguider    | Maroko            | 3:46,89  | Q     |
| 6    | Yusuf Saad Kamel     | Bahrajn           | 3:47,18  |       |
| 7    | Amine Laalou         | Maroko            | 3:47,65  |       |
| 8    | Ryan Gregson         | Australia         | 3:47,89  |       |
| 9    | Geofrey Martinson    | Kanada            | 3:48,83  |       |
| 10   | Diego Ruiz           | Hiszpania         | 3:49,26  |       |
| 11   | Taoufik Makhloufi    | Algieria          | 3:50,86  |       |
| 12   | Zebene Alemayehu     | Etiopia           | 3:51,19  |       |

#### Bieg 2
| Poz. | Zawodnik                 | Narodowość        | Rezultat | Uwagi |
| ---- | ------------------------ | ----------------- | -------- | ----- |
| 1    | Asbel Kiprop             | Kenia             | 3:36,75  | Q     |
| 2    | Tarek Boukensa           | Algieria          | 3:36,84  | Q     |
| 3    | Mohamed Moustaoui        | Maroko            | 3:36,87  | Q     |
| 4    | Manuel Olmedo            | Hiszpania         | 3:36,91  | Q     |
| 5    | Eduar Villanueva         | Wenezuela         | 3:36,96  | Q, NR |
| 6    | Ciaran O'Lionaird        | Irlandia          | 3:36,96  | q     |
| 7    | Nicholas Willis          | Nowa Zelandia     | 3:37,39  | q     |
| 8    | Yoann Kowal              | Francja           | 3:37,44  |       |
| 9    | Daniel Kipchirchir Komen | Kenia             | 3:37,58  |       |
| 10   | Juan Carlos Higuero      | Hiszpania         | 3:37,92  |       |
| 11   | Deredde Mekonnen         | Etiopia           | 3:44,65  |       |
| 12   | Chaminda Indika Wijekoon | Sri Lanka         | 3:44,81  |       |
| 13   | Leonel Manzanoo          | Stany Zjednoczone | 3:47,98  |       |

### Finał
| Poz. | Zawodnik             | Reprezentacja     | Czas    | Uwagi |
| ---- | -------------------- | ----------------- | ------- | ----- |
|      | Asbel Kiprop         | Kenia             | 3:35,69 |       |
|      | Silas Kiplagat       | Kenia             | 3:35,92 |       |
|      | Matthew Centrowitz   | Stany Zjednoczone | 3:36:08 |       |
| 4    | Manuel Olmedo        | Hiszpania         | 3:36,33 |       |
| 5    | Abdalaati Iguider    | Maroko            | 3:36,56 |       |
| 6    | Mohamed Moustaoui    | Maroko            | 3:36,80 |       |
| 7    | Mekonnen Gebremedhin | Etiopia           | 3:36,81 |       |
| 8    | Eduar Villanueva     | Wenezuela         | 3:37,31 |       |
| 9    | Mehdi Baala          | Francja           | 3:37,46 |       |
| 10   | Ciaran O'Lionaird    | Irlandia          | 3:37,81 |       |
| 11   | Tarek Boukensa       | Algieria          | 3:38,05 |       |
| 12   | Nicholas Willis      | Nowa Zelandia     | 3:38,69 |       |